# Daan Junior
 (avril 2022).
Aaron Wayne "Daan Junior" Compere est un chanteur Zouk et Kompa haïtien.

## Biographie
Daan Junior est né à Miragoâne, en Haïti. 
A l'âge de 12 ans, Daan Junior commence à jouer du piano et à chanter. 
Il fonde son groupe D'5 en 2001 et sort son premier album intitulé « Di'msa w vle » l'année suivante. Celui-ci contient la chanson A'vew, le premier succès de Daan Junior puisque le titre est resté 6 mois n°1 des ventes en Afrique et aux Antilles. 

### Carrière musicale
Il a enregistré trois albums avec son groupe D'5 :
- Di'm sa w vle (Dis moi ce que tu veux) (2001)
- You Know Baby (2004)
- J'ai soif de toi (2006)
- Ma place (2013)